# Abba Gumel
Abba Gumel (1966) es un matemático, académico nigeriano. Desarrolla actividades académicas y científicas como profesor C. Castillo-Chávez de biología matemática en la Universidad Estatal de Arizona.  Sus principales intereses de investigación están en Biología matemática, sistema dinámico nonlinear, y matemática computacional.

## Biografía
Gumel recibió un B.Sc. y el Ph.D. por la Bayero University (Kano, Nigeria) y por la Brunel University (Londres, Inglaterra).
Ha sido profesor titular en el Departamento de Matemática, en la Universidad de Manitoba, antes de convertirse, en 2014, en profesor C. Castillo-Chávez de Biología Matemática en Universidad Estatal de Arizona. Utiliza teorías y metodologías matemáticas para obtener información sobre el comportamiento cualitativo de los sistemas dinámicos no lineales derivados de la modelación matemática de fenómenos en ciencias naturales e ingeniería, con más énfasis en la dinámica de transmisión y control de enfermedades humanas de interés para la salud pública.
En 2014, Gumel se convirtió en uno de los ocho científicos, con base en EE. UU. que firmaron un memorando de entendimiento con siete universidades de Nigeria. El objetivo de este proyecto piloto es facilitar las actividades científicas y académicas en Nigeria. He is also appointed as an extraordinary Professor at the University of Pretoria for 2015-2017.

## Algunas publicaciones[2]
- Kamaldeen Okuneye, Abba B. Gumel. Analysis of a temperature- and rainfall-dependent model for malaria transmission dynamics. Mathematical Biosciences (http://www.journals.elsevier.com/mathematical-biosciences/most-downloaded-articles)

- N. Hussaini, J. M-S Lubuma, K. Barley, A.B. Gumel. Mathematical analysis of a model for AVL-HIV co-endemicity. Mathematical Biosci. 271 (2016): 80-95.

- T. Malik, A. Alsaleh, A. Gumel, M. Safi. Optimal strategies for controlling the MERS coronavirus during a mass gathering. Global J. of Pure and Applied Mathematics 11 (6) (2015): 4851-4865.

- F. Agusto, A.B. Gumel, P.E. Parham. Qualitative assessment of the role of temperature variations on malaria transmission dynamics. J. of Biological Systems 23 (4) (2015): 1-34.

- F. Agusto, M. Teboh-Ewungkem, A.B. Gumel. Mathematical assessment of the role of traditional beliefs system and customs and health-care settings on the transmission dynamics of the 2014 Ebola outbreaks. BMC Medicine. 13 (2015): 96

- D. Okuanghae, A.B. Gumel, M. Safi. Dynamics of a two-strain vaccination model for Polio. Nonlinear Analysis Series B: Real World Applications. 25(2015): 167189.[5]

## Honores

### Membresías
- 2009: Academia Africana de Ciencia.[6]

- Febrero 2010: Academia Nigeriana de Ciencia.[7]

- 2009: Premio "Dr. Lindsay E. Nicolle Award" por excelente artículo publicado en el Canadian Journal of Infectious Diseases & Medical Microbiology.[8]